# Meknès-Tafilalet

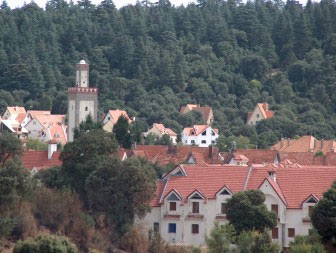
Ifrane im Mittleren Atlas

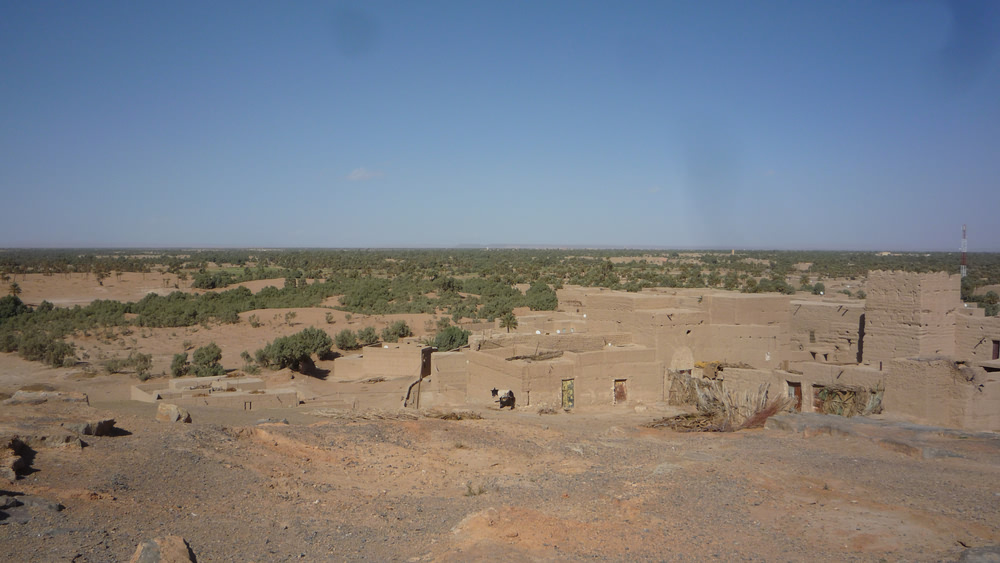
Stampflehmbauten und Dattelpalmenoasen im Tafilalet

Meknès-Tafilalet (arabisch مكناس تافيلالت; tamazight ⵎⴽⵏⴰⵙ-ⵜⴰⴼⵉⵍⴰⵍⵜ) war bis zur Verwaltungsreform von 2015 eine der 16 Regionen Marokkos und lag im Norden des Königreichs. Im gesamten Gebiet von Meknès-Tafilalet lebten 2004 bei der Volkszählung 2.141.527 Menschen auf einer Fläche von insgesamt 79.210 km². Die Hauptstadt der Region war die Stadt Meknès.

## Geographie und Geschichte
Das geographisch und soziologisch eher uneinheitliche Gebiet war seit der Antike und vor allem im Mittelalter durch Karawanenwege (siehe Sidschilmasa) verbunden. Höchste Erhebung ist das bis zu 3747 m hohe Jbel-Ayachi-Massiv bei Midelt; viele Berge erreichen Höhen über 2000 m (z. B. Jbel Hebri und Jbel Mischliffen). Auch das wüstenartig flache Gebiet des Tafilalet liegt noch etwa 800 bis 1000 m hoch.

## Wichtige Städte
Wichtige Städte sind von Norden nach Süden: Moulay Idris, El Hajeb und Khénifra nordwestlich des Mittleren Atlas, Azrou, Ifrane und Midelt inmitten der Atlasberge, sowie Errachidia, Erfoud und Rissani am Rand der Sahara.
Auch der wegen seines Heiratsmarktes weit über Marokko hinaus berühmte Berberort Imilchil im Hohen Atlas gehört zur Region Meknès-Tafilalet.

## Provinzen
Die Region bestand aus folgenden Provinzen:
- Präfektur Meknès
- Provinz Ifrane
- Provinz El Hajeb
- Provinz Khénifra
- Provinz Midelt
- Provinz Errachidia